# Wittenberg (Wisconsin)
Wittenberg è un villaggio degli Stati Uniti d'America, situato in Wisconsin, nella contea di Shawano.